# Mandsaur

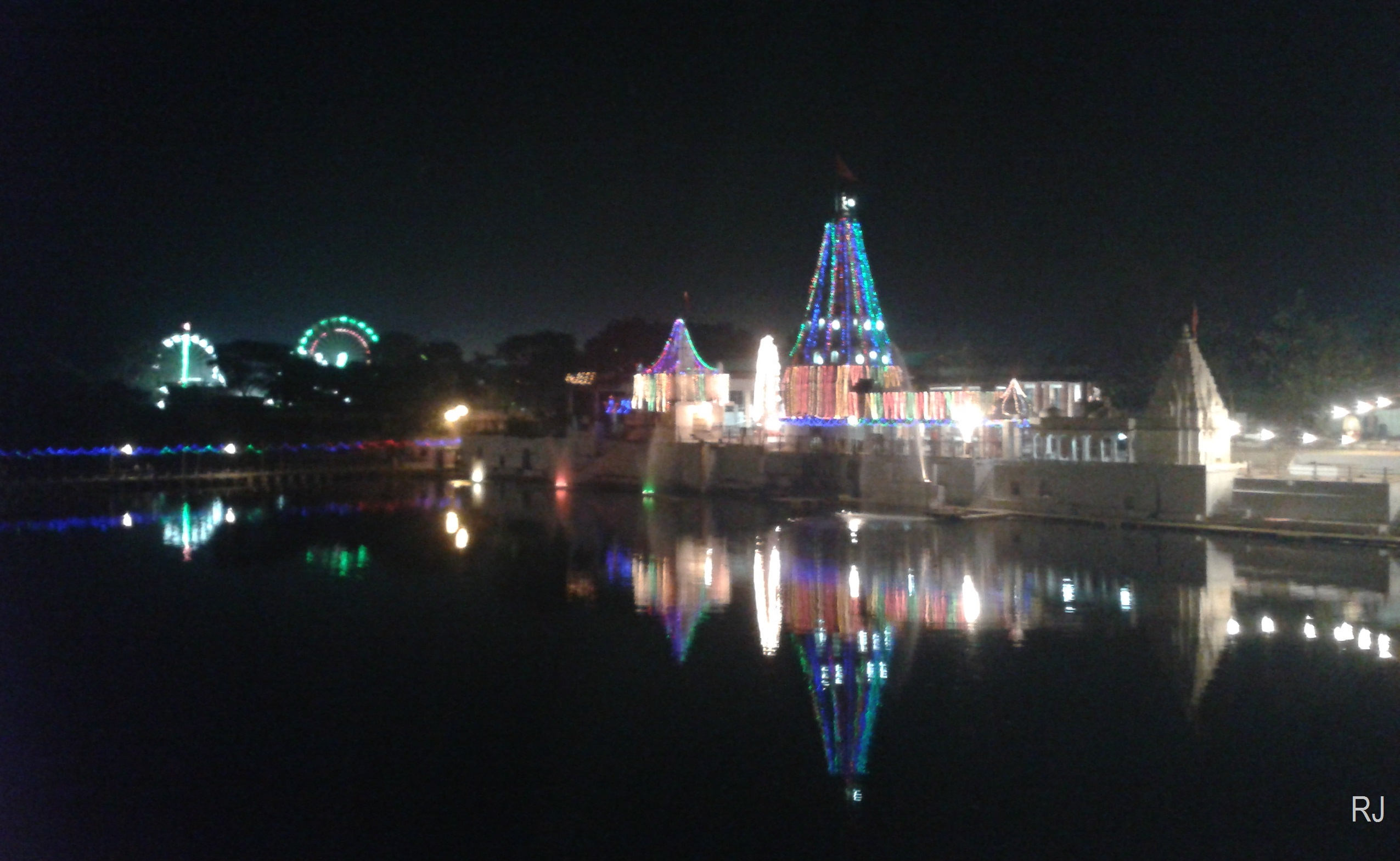
Templo Pashupatinath, em Mandsaur.

Mandsaur é uma cidade e um município no distrito de Mandsaur, no estado indiano de Madhya Pradesh.

## Geografia
Mandsaur está localizada a 24° 04′ N, 75° 04′ L. Tem uma altitude média de 428 metros (1 404 pés).

## Demografia
Segundo o censo de 2001, Mandsaur tinha uma população de 116 483 habitantes. Os indivíduos do sexo masculino constituem 52% da população e os do sexo feminino 48%. Mandsaur tem uma taxa de literacia de 71%, superior à média nacional de 59,5%: a literacia no sexo masculino é de 78% e no sexo feminino é de 64%. Em Mandsaur, 13% da população está abaixo dos 6 anos de idade.